# Punta Pezzo
Punta Pezzo (anticamente Capo Cenide)  è il punto della Calabria più prossimo alla Sicilia e costituisce la punta più a nord del versante calabro dello Stretto di Messina, trovandosi sull'ingresso settentrionale del canale. Le coste di questo tratto di mare sono attraversate da fortissime correnti e l'orografia delle spiagge varia di anno in anno a causa delle fortissime mareggiate invernali. È situata a Pezzo, una frazione di Villa San Giovanni, a circa 13 km a nord di Reggio Calabria.

## Storia
Il sito di Punta Pezzo sarebbe quello dell'antichissimo Capo Cenide, di cui parlano Strabone e Plinio il Vecchio. Essi ci dicono che il Capo Cenide segnava il punto più angusto dello Stretto di Messina e Plinio asserisce che fra esso ed il Capo Peloro sulla sponda siciliana vi era una distanza di 12 stadi, ossia circa 2212 metri, ma Strabone parla di una distanza fra essi di soli 6 stadi.
Ai nostri giorni vi è però una distanza maggiore a 3 km fra i due capi, e ciò può essere spiegato con un probabile inabissamento dell'antico Capo Cenide. Perciò l'attuale Punta Pezzo nei tempi antichi avrebbe costituito la parte più interna del promontorio.
Negli anni '50 venne costruito il Faro di Punta Pezzo.